# Mark Champeau
Pour les articles homonymes, voir Champeau.
Pas d'image ? Cliquez ici
Mark Champeau est un pilote de rallye automobile né le 10 juillet 1975 à Bourganeuf (Creuse) et décédé au Biot (Haute-Savoie) le 30 août 1999 lors d'un accident de la circulation pendant les reconnaissances du Rallye du Mont-Blanc.
Fils de Jean-Pierre Champeau et oncle de Matthieu Vaxivière, pilote de rallye amateur émérite (vainqueur entre autres des rallyes d'Automne en 1993, et du Forez en 1995), Mark Champeau fut très tôt dans le bain de la course automobile. Il débuta d'ailleurs au côté de son père comme copilote en 1993, avant de prendre lui-même le volant l'année suivante. Il s'orientera très vite sur les épreuves de championnat de France dès 1996 avec un programme privé sur divers Renault. Il se révélera en 1998 avec une Renault Maxi Megane en terminant 4e du championnat avec une saison ou il sera aussi régulier que rapide.
1999 s'annonçait sous de bons auspices avec une redoutable Subaru Impreza WRC. Mark pointait second du championnat à mi-saison et avait signé des chronos intéressant lors d'une pige en championnat du monde au Rallye de Catalogne. Hélas, sa brillante trajectoire sera brisée lors des reconnaissances du Rallye du Mont-Blanc. Il heurta un camion de plein fouet. Gilles Thimonier, son copilote, s'en est sorti.

## Palmarès
- 1993 : copilote son père à deux reprises;
- 1994 : Rallye du Limousin sur Renault Clio Williams groupe N (abandon);
- 1995 : Rallye du Limousin et Rallye du Var;
- 1996 : championnat de France des rallyes sur Renault Megane groupe N;
- 1997 : fin de saison en championnat de France des rallyes sur Renault Maxi Megane
  - 7e au Rallye du Limousin
  - abandon au Rallye du Touquet
  - 8e au Rallye du Var
- 1998 : 4e du Championnat de France des rallyes;
- 1999 : 2e du Championnat de France des rallyes  avant son accident.